# 1664 Felix
1664 Felix је астероид главног астероидног појаса чија средња удаљеност од Сунца износи 2,339 астрономских јединица (АЈ).
Апсолутна магнитуда астероида је 12,1.